# Jean-Claude Gakosso
Jean-Claude Gakosso est un universitaire et homme politique congolais né le 25 juillet 1957 à Inkouélé (Plateaux). Il est Ministre des Affaires étrangères, de la Francophonie et des Congolais de l'étranger depuis 2015.
Il fut auparavant Ministre de la Culture et des Arts de 2002 à 2015, ainsi que député de la circonscription d'Ongogni (Plateaux) de 2007 à 2017.

## Biographie

### Jeunesse et études
Fils de Thérèse Bouya et Gérard Ngakosso, Jean-Claude Gakosso naît le 25 juillet 1957 dans la maternité évangélique d'Inkouélé (Plateaux),. Il passe son enfance dans un petit village au milieu de la savane, où il pratique la chasse et la pêche. À l'âge de 12 ans, il entre au petit séminaire de Makoua, où il apprend notamment le latin, puis va au lycée Patrice Lumumba de Brazzaville.
Il part ensuite étudier en URSS et obtient une maîtrise et un DEA en journalisme de l'université de Léningrad (1983). Puis, il entre à l'université Paris II où il rédige la thèse Journalisme et culture : contribution à l'histoire de la presse culturelle de langue française en Afrique noire, des origines aux indépendances, 1927-1960, et obtient en 1986 un doctorat en sciences de l’information et de la communication avec mention « honorable ».

### Carrière universitaire
Jean-Claude Gakosso devient enseignant-chercheur à l'université Marien-Ngouabi (1997), où il donne des cours de journalisme, et est promu maître de conférences en 2013 par le CAMES.

### Carrière politique

#### Débuts
À partir de 1991, Jean-Claude Gakosso devient « chargé de mission » pour le président Denis Sassou-Nguesso. Puis, de 1997 à 2002, il devient conseiller spécial du président et chef du département de la communication, des postes et télécommunications. Durant cette période, il joue un rôle d'émissaire et rencontre des chefs d'État étrangers pour le compte du président, et signe également des accords de coopération culturelle avec d'autres pays (Chine, Afrique du Sud). Il accompagne aussi Denis Sassou-Nguesso dans plusieurs de ses voyages officiels, et écrit certains de ses discours.

#### Ministre de la Culture
Le 18 août 2002, Jean-Claude Gakosso est nommé à la tête du ministère de la Culture, des Arts et du Tourisme en remplacement de Mambou Aimée Gnali. Passionné de culture et de beaux-arts, il ambitionne de donner à ces domaines une place prépondérante dans la vie publique congolaise, citant les exemples de la France (Louvre, BNF), de l'Égypte (pyramides) ou de la Jamaïque (raggae). Les financements alloués à son ministère sont cependant maigres, et il doit souvent s'occuper en priorité des besoins primaires des artistes (frais médicaux, scolarité des enfants, etc.). 
En 2007, le domaine du tourisme est retiré de l'intitulé de son ministère. 

#### Ministre des Affaires étrangères

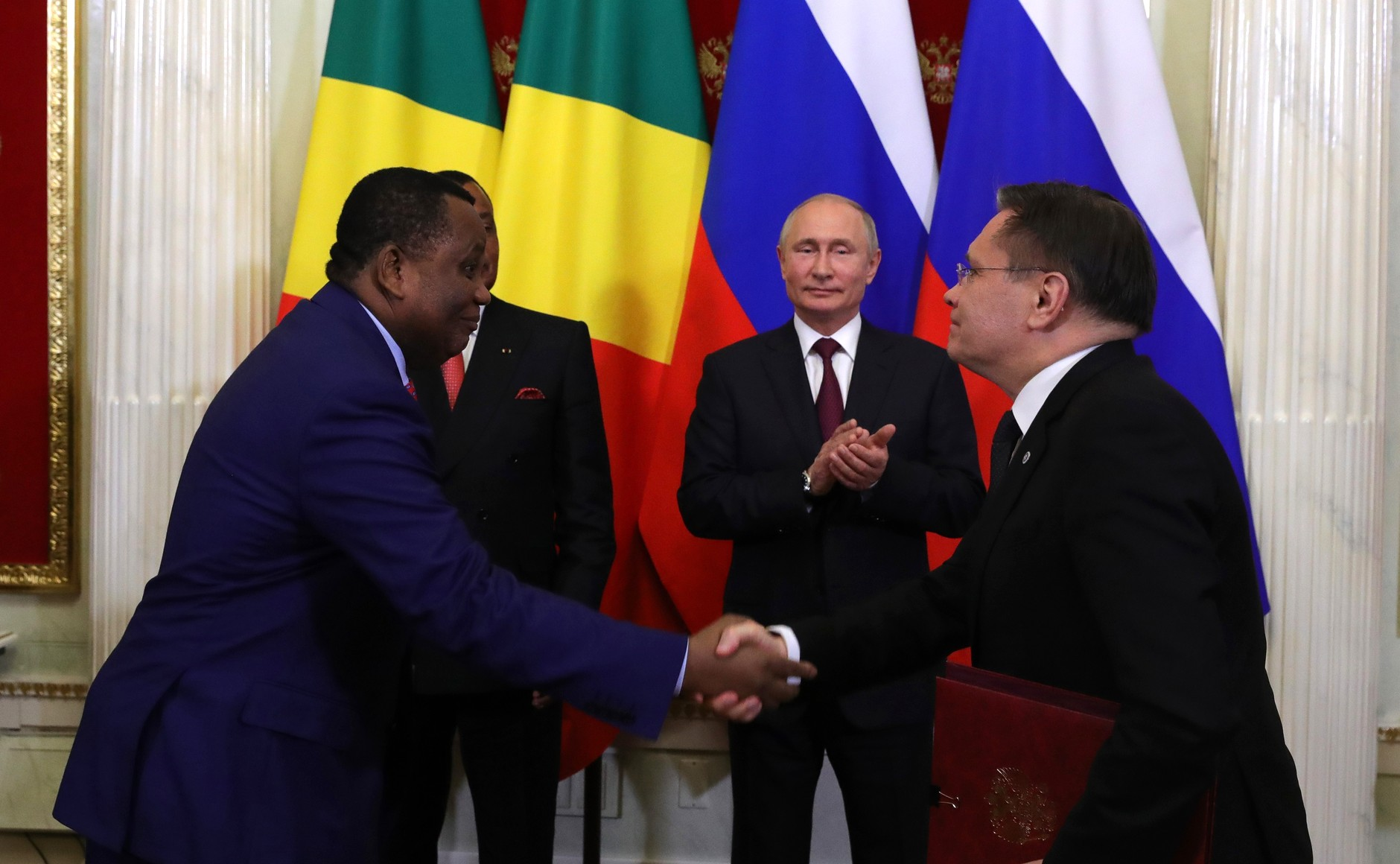
Jean-Claude Gakosso (gauche) avec Vladimir Poutine lors d'un sommet Russie-Congo en 2019.

Le 10 août 2015, il est nommé ministre des Affaires étrangères et de la Coopération, succédant à Basile Ikouébé. En octobre, devant l'Assemblée générale de l'ONU, il défend le rôle de médiateur du Congo dans la crise centrafricaine. 
En mai 2016, après avoir été reconduit dans ses fonctions à la suite de la réélection de Denis Sassou-Nguesso, il annonce vouloir mettre en œuvre une « diplomatie économique », et encourage les diplomates congolais à attirer des investisseurs étrangers. Il fait également rappeler 16 ambassadeurs jugés trop vieux ou inefficaces en janvier 2017, et nomme de nouveaux ambassadeurs à leur place afin de booster son idée de « diplomatie économique ». 
En janvier 2020, à la veille d'une conférence internationale sur la Libye se déroulant à Berlin (Allemagne), il plaide pour une solution africaine à la crise libyenne, déplorant que la voix du continent ne soit que peu prise en compte dans ce dossier.

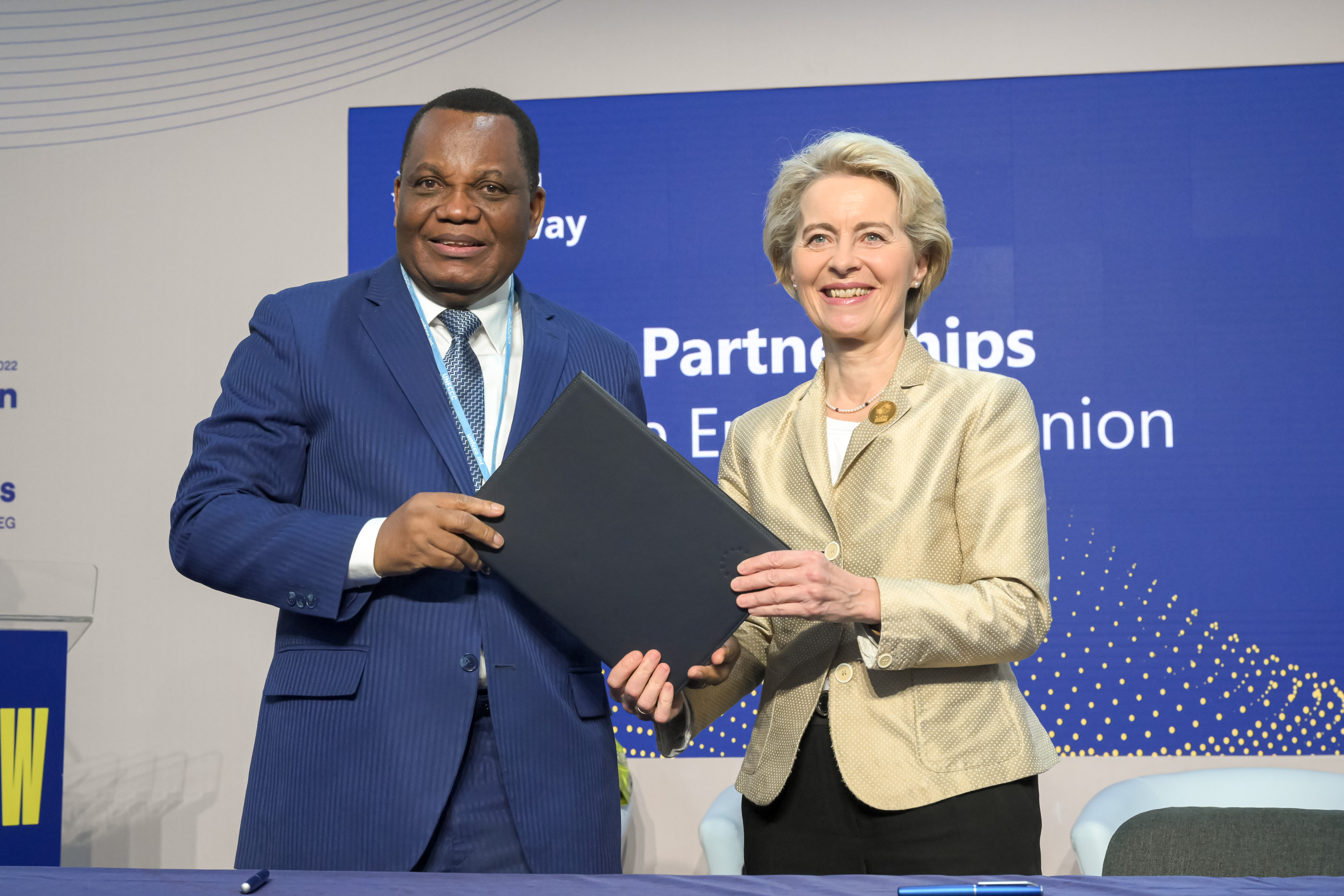
Jean-Claude Gakosso avec Ursula von der Leyen, présidente de la Commission européenne, en novembre 2022.

En mai 2021, à la suite de la réélection de Denis Sassou-Nguesso pour un 4e mandat, Jean-Claude Gakosso conserve son poste dans le gouvernement Makosso. À cette occasion, le domaine de la francophonie est ajouté à l'intitulé de son ministère, mais celui de la coopération internationale lui est retiré, au profit du fils du président, Denis Christel Sassou Nguesso.
En juin 2022, la République du Congo préside le Comité de haut niveau de l'Union africaine sur la Libye. À cette occasion, il est placé à la tête d'une délégation africaine à Tripoli, lors de laquelle il déclare être favorable à l'organisation d'une « conférence de réconciliation » avant toute élection en Libye.
Dans le contexte de la guerre en Ukraine en 2022, la République du Congo vote contre la suspension de la Russie du Conseil des droits de l'Homme de l'ONU. Jean-Claude Gakosso défend la décision de son pays auprès de l'agence russe RIA Novosti, affirmant vouloir « privilégier le dialogue » avec la Russie. Puis, en novembre 2022, il déclare au média russe Sputnik que la guerre est « le résultat d’une provocation » de l'Ukraine envers la Russie, et que l'Occident tient un « discours colonial » en demandant aux pays africains de sanctionner la Russie.

#### Député d'Ongogni
Lors des élections législatives de 2007, Jean-Claude Gakosso est élu député (PCT) de la circonscription d'Ongogni (Plateaux) dès le premier tour avec 99,72 % des suffrages. Il est à nouveau réélu lors des élections de 2012 dès le premier tour avec 95,26 % des voix, et prend pour suppléant Jean-Jaurès Ondelé,.
Lors des élections législatives de 2017, il ne se représente pas et laisse sa place à son suppléant, Jean-Jaurès Ondelé, qui est élu dès le premier tour.

### Vie privée
Jean-Claude Gakosso est marié à Lucinda Gakosso.

## Distinctions

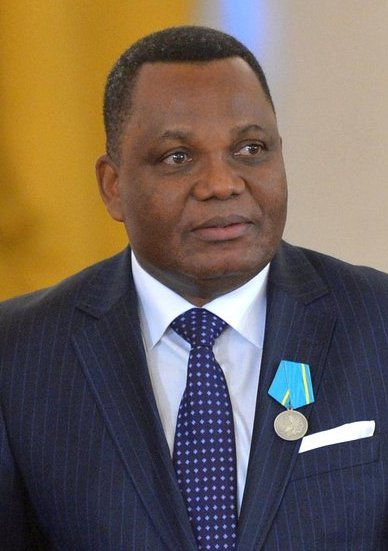
Jean-Claude Gakosso le 4 novembre 2015, après avoir reçu la Médaille Pouchkine décernée par Vladimir Poutine

- Grand officier dans l'Ordre du mérite congolais (2015)[23]
- Médaille Pouchkine (2015)[24]

## Publications
- La nouvelle presse congolaise : du goulag à l'agora, Paris, Montréal, L'Harmattan, coll. « Études africaines », 1997, 123 p. (ISBN 2-7384-5662-6, lire en ligne)
- Ntesa Dalienst et la sublime épopée des Grands Maquisards, Gutenberg-IGB, coll. « Musiques d'Afrique », 1999, 95 p.
- Ombres et lumières sous mon Dieu-Soleil : un destin de la brousse, Brazzaville, Editions Hemar, 2009, 275 p. (ISBN 978-2-915448-19-1)
- Engagements culturels pour le partage des lumières : discours du temps décennal (2002-2012), Brazzaville, Éditions Hemar, coll. « Mémoire du futur », 2012, 223 p. (ISBN 978-2-915448-44-3)